# A Victim of Jealousy
A Victim of Jealousy é um filme mudo-americano de 1910 em curta-metragem, do gênero drama, dirigido por D. W. Griffith.